# Algerites
Algerites – rodzaj głowonogów z podgromady amonitów
Żył w okresie kredy (cenoman).